# Mathias Weissenbacher
Mathias Weissenbacher (Salzburg, 3 februari 1992) is een Oostenrijks snowboarder. Hij nam eenmaal deel aan de Olympische Winterspelen, maar behaalde geen medaille.

## Carrière
Weissenbacher maakte zijn wereldbekerdebuut in oktober 2010 tijdens de big air in Londen. Hij behaalde nog geen podiumplaats in een wereldbekerwedstrijd. In 2014 nam Weissenbacher een eerste keer deel aan de Olympische Spelen. Op de slopestyle eindigde hij 26e.

## Resultaten

### Olympische Winterspelen
| Jaar | Plaats | Resultaten     |
| ---- | ------ | -------------- |
| 2014 | Sotsji | 26e Slopestyle |

### Wereldbeker
Eindklasseringen
| Seizoen   | Algm | PAR  | BA  | SBS |
| --------- | ---- | ---- | --- | --- |
| 2010/2011 | 146e | -    | 99e | -   |
| 2011/2012 | 103e | -    | 46e | -   |
| 2012/2013 | 50e  | 171e | -   | 17e |